# Thể thao dưới nước tại Đại hội Thể thao Bán đảo Đông Nam Á 1971
Thể thao dưới nước tại Đại hội Thể thao Bán đảo Đông Nam Á năm 1971 được tổ chức tại Kuala Lumpur, Malaysia, từ 12 đến 15 tháng 12 năm 1971. Chương trình thi đấu bao gồm ba nội dung bơi lội, nhảy cầu và bóng nước. Đoàn thể thao Singapore dẫn đầu bảng tổng sắp huy chương với 21 tấm huy chương vàng. Trong khi đó đoàn chủ nhà Malaysia và Cộng hòa Khmer đều có 5 tấm huy chương vàng.

## Bơi lội
Nội dung của nam
| tự do                      | Vàng           | Vàng     | Bạc              | Bạc      | Đồng              | Đồng     |
| -------------------------- | -------------- | -------- | ---------------- | -------- | ----------------- | -------- |
| 100 m tự do                | Tan Thuan Heng | 57.05    | Tan Bun Thay     | 57.43    | Aung Hlain Win    | 59.25    |
| 200 m tự do                | Tan Thuan Heng | 2:07.10  | Tan Bun Thay     | 2:08.54  | Eat Kim Heng      | 2:09.90  |
| 400 m tự do                | Tan Thuan Heng | 4:41.82  | Eat Kim Heng     | 4:43.40  | Liew Chun Wei     | 4:43.40  |
| 1500 m tự do               | Liew Chun Wei  | 18:43.55 | Tan Bun Thay     | 18:58.98 | Mark Chan         | 18:59.61 |
|                            |                |          |                  |          |                   |          |
| 100 m bơi ngửa             | Van Sarun      | 1:04.96  | Alex Chan        | 1:06.65  | Chiang Jin Choon  | 1:06.72  |
| 200 m bơi ngửa             | Van Sarun      | 2:20.34  | Chiang Jin Choon | 2:24.77  | Hem Thon          | 2:28.49  |
|                            |                |          |                  |          |                   |          |
| 100 m bơi ếch              | Phat Sin Onn   | 1:10.84  | Ung Meng Tay     | 1:12.31  | Khong Kok Sun     | 1:14.12  |
| 200 m bơi ếch              | Phat Sin Onn   | 2:38.04  | Yi Sokhon        | 2:43.13  | Alan R. Lelah     | 2:44.21  |
|                            |                |          |                  |          |                   |          |
| 100 m bơi bướm             | Roy Chan       | 1:02.43  | Nanda Kyaw Zwa   | 1:02.63  | Aung Hlain Win    | 1:05.07  |
| 200 m bơi bướm             | Roy Chan       | 2:20.33  | Nanda Kyaw Zwa   | 2:20.67  | Leong Khong Loong | 2:27.03  |
|                            |                |          |                  |          |                   |          |
| 400 m hỗn hợp cá nhân      | Roy Chan       | 5:11.93  | Chiang Jin Choon | 5:21.69  | Poey Sam Mang     | 5:24.01  |
|                            |                |          |                  |          |                   |          |
| 4 × 100 m tiếp sức tự do   | Singapore      | 3:51.13  | Cộng hòa Khmer   | 3:51.90  | Miến Điện         | 3:59.56  |
| 4 × 200 m tiếp sức tự do   | Singapore      | 8:46.21  | Miến Điện        | 9:01.82  | Malaysia          | 9:07.21  |
| 4 × 100 m tiếp sức hỗn hợp | Cộng hòa Khmer | 4:17.87  | Singapore        | 4:20.44  | Malaysia          | 4:29.95  |

Nội dung của nữ
| Nội dung                   | Vàng          | Vàng     | Bạc                 | Bạc      | Đồng                              | Đồng     |
| -------------------------- | ------------- | -------- | ------------------- | -------- | --------------------------------- | -------- |
| 100 m tự do                | Patricia Chan | 1:04.74  | Panarai Krisnaraja  | 1:06.32  | Elaine Sng                        | 1:06.38  |
| 200 m tự do                | Patricia Chan | 2:21.62  | Elaine Sng          | 2:23.55  | Panarai Krisnaraja                | 2:24.59  |
| 400 m tự do                | Patricia Chan | 5:01.39  | Panarai Krisnaraja  | 5:02.77  | Elaine Sng                        | 5:08.95  |
| 800 m tự do                | Lim Bee Lian  | 10:52.20 | Lim Lay Choo        | 11:01.57 | Ng Cheng                          | 11:17.58 |
|                            |               |          |                     |          |                                   |          |
| 100 m bơi ngửa             | Ong Mei Lin   | 1:14.72  | Lim Bee Lian        | 1:16.10  | May Lau                           | 1:17.15  |
| 200 m bơi ngửa             | May Lau       | 2:40.53  | Ong Mei Lin         | 2:42.95  | Christina Lam Po Leng             | 2:52.58  |
|                            |               |          |                     |          |                                   |          |
| 100 m bơi ếch              | Khong Yiu Lan | 1:26.69  | Rosanna Lim Ai Leng | 1:28.60  | Lim Yit Bin                       | 1:29.49  |
| 200 m bơi ếch              | Khong Yiu Lan | 3:04.04  | Esther Tan          | 3:04.84  | Rosanna Lim Ai Leng               | 3:08.57  |
|                            |               |          |                     |          |                                   |          |
| 100 m bơi bướm             | Tay Chin Joo  | 1:11.30  | Karen Chong         | 1:17.42  | Jean de Bruyne                    | 1:22.75  |
| 200 m bơi bướm             | Tay Chin Joo  | 2:41.94  | Karen Chong         | 2:47.61  | Jean de Bruyne                    | 3:00.03  |
|                            |               |          |                     |          |                                   |          |
| 200 m hỗn hợp cá nhân      | Ong Mei Lin   | 2:46.38  | Tay Chin Joo        | 2:47.26  | Lim Bee Lian                      | 2:47.66  |
|                            |               |          |                     |          |                                   |          |
| 4 × 100 m tiếp sức tự do   | Singapore     | 4:32.63  | Malaysia            | 4:51.66  | Không có (chỉ có 2 VĐV tranh tài) |          |
| 4 × 100 m tiếp sức hỗn hợp | Singapore     | 5:00.70  | Malaysia            | 5:24.10  | Không có (chỉ có 2 VĐV tranh tài) |          |

## Nhảy cầu
| Nội dung    | Vàng                | Vàng   | Bạc                 | Bạc    | Đồng                              | Đồng   |
| ----------- | ------------------- | ------ | ------------------- | ------ | --------------------------------- | ------ |
| Cầu mềm nam | Chan Chee Keong     | 386.76 | Somjit Ongkasing    | 381.84 | Boonchai Tse Loh                  | 333.60 |
| Cầu cao nam | Teo Cheng Kiat      | 291.96 | Vetasak Parnchsako  | 281.97 | You Huat                          | 273.06 |
|             |                     |        |                     |        |                                   |        |
| Cầu mềm nữ  | Nora Tay            | 271.77 | Gillian Chew        | 260.10 | Tasnee Srivipattana               | 252.51 |
| Cầu cao nữ  | Tasnee Srivipattana | 245.82 | Vorachit Tungkitsuk | 160.98 | Không có (chỉ có 2 VĐV tranh tài) |        |

## Bóng nước
| Nội dung     | Vàng      | Bạc      | Đồng     |
| ------------ | --------- | -------- | -------- |
| Đồng đội nam | Singapore | Malaysia | Thái Lan |

## Bảng huy chương
| Hạng               | Đoàn                 | Vàng | Bạc | Đồng | Tổng số |
| ------------------ | -------------------- | ---- | --- | ---- | ------- |
| 1                  | Singapore (SIN)      | 21   | 8   | 6    | 35      |
| 2                  | Malaysia (MAS)       | 5    | 9   | 11   | 25      |
| 3                  | Cộng hòa Khmer (KHM) | 5    | 7   | 4    | 16      |
| 4                  | Thái Lan (THA)       | 1    | 5   | 4    | 10      |
| 5                  | Miến Điện (BIR)      | 0    | 3   | 3    | 6       |
| Tổng số (5 đơn vị) | Tổng số (5 đơn vị)   | 32   | 32  | 28   | 92      |